# Hostačov (zámek)
Zámek Hostačov stojí ve vsi Hostačov, části obce Skryje v okrese Havlíčkův Brod, nedaleko Hostačovského rybníka. Zámek je chráněn jako nemovitá kulturní památka. Okolo zámku se rozkládá přírodně krajinářský park, který byl v letech 2013–2015 revitalizován.

## Historie
Zámku předcházela tvrz, poprvé zmiňovaná v roce 1297. V letech 1557–1583 ji dal vladyka Heřman Bohdanečský z Hodkova přestavět na renesanční zámek. V roce 1641 nechala nová majitelka Marie Magdalena Goltzová provést barokní přestavbu zámku do současné podoby. V roce 1846 byl naproti zámku vystavěn cukrovar, k němuž vedly koleje železniční vlečky od Golčova Jeníkova. Po roce 1948 byl zámek zkonfiskován státem, který v letech 1991–1995 provedl generální rekonstrukci a následně zde bylo rekreační a rehabilitační středisko. V roce 2007 se dostal do soukromých rukou a od roku 2010 do 2022 fungoval jako hotel.

## Popis
Původní tvrz stávala v místech severního křídla dnešního zámku. Ze dvou stran byla ohraničena příkrým srázem spadajícím k místnímu potoku, na třetí pak k řece Hostačovce. Podél řeky v minulosti vedla důležitá obchodní stezka na Vilémov. Čtvrtou stranu tvrze chránil vybudovaný příkop.
Po vybudování zámku byl objekt rozšířen na tři křídla, která tvořila současné uzavřené nádvoří, v této době na západě stále otevřené. Přízemí a první patro jednotlivých křídel lemovaly arkády. Při přestavbě za Marie Magdaleny Goltzové přibylo čtvrté křídlo, čímž došlo k uzavření nádvoří. Zároveň byla v první patře zazděny arkády, které nahradila dvojitá okna. Další úpravy zámku, resp. jeho okolí, proběhly v první polovině 19. století, kdy došlo k zasypání příkopu v jižní části zámku a odstranění padacího mostu. Při výstavbě cukrovaru v roce 1846 došlo u zámku ke zmírnění jižního srázu, čímž definitivně ztratil svůj původní obranný charakter. Přibližně ve stejné době zde vznikla zámecká zahrada s výhledem na Železné hory. Další úpravy proběhly v roce 1927, kdy zámek přišel o věžičku s hodinami, umístěnou hned nad vchodem. Hodiny se dnes nacházejí v obci Chrastice. V téže době vznikl vedle zámku rybník, původně zdroj vody pro cukrovar, dnes součást zámeckého parku.
V zámeckém parku bylo otevřeno discgolfové hřiště světového formátu.

## Dostupnost
Okolo zámku nevede žádná značená turistická trasa. Vsí prochází silnice od Stupárovic na Zvěstovice.

## Fotogalerie

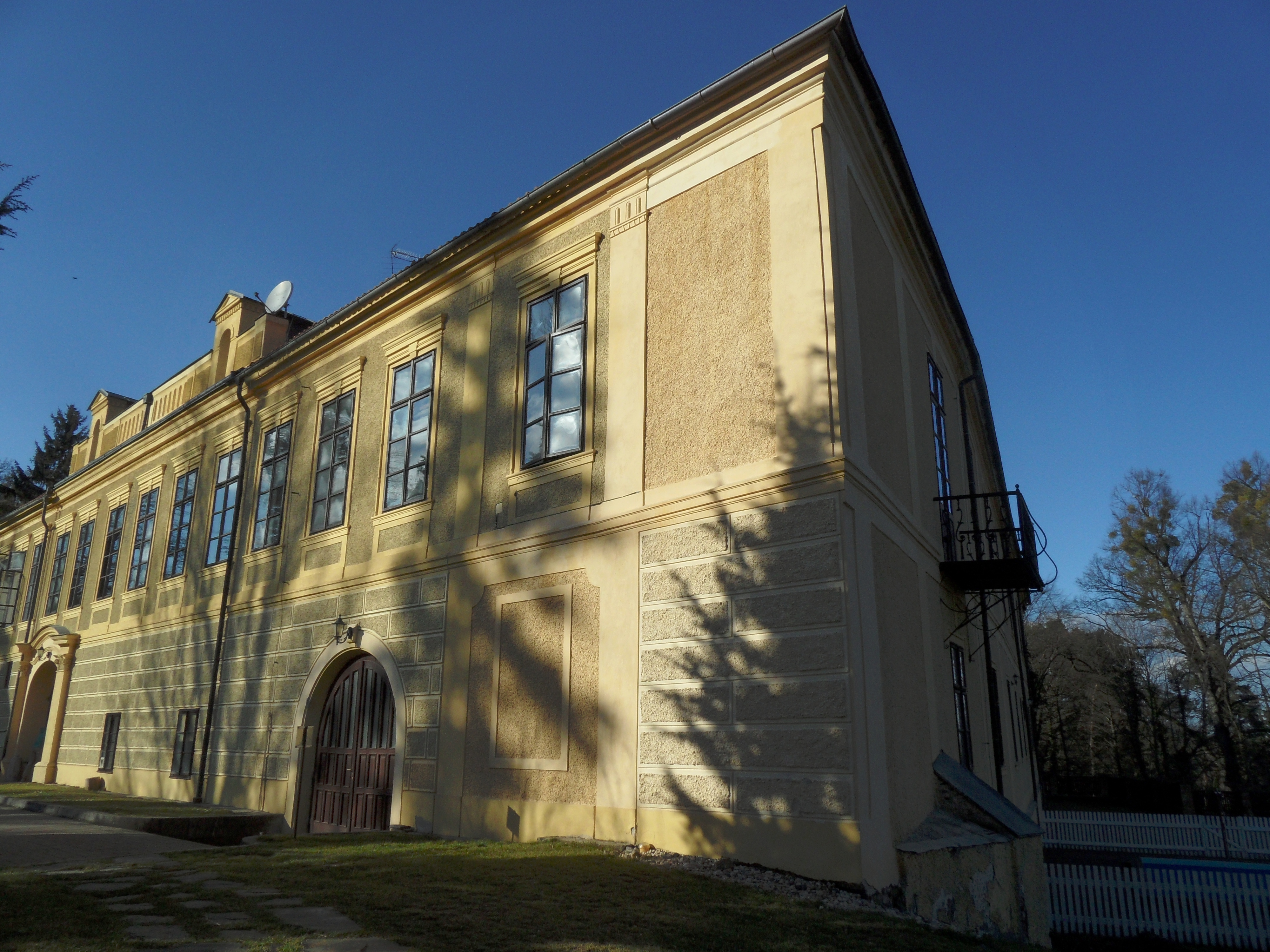
Zámek Hostačov, pohled od jihovýchodu
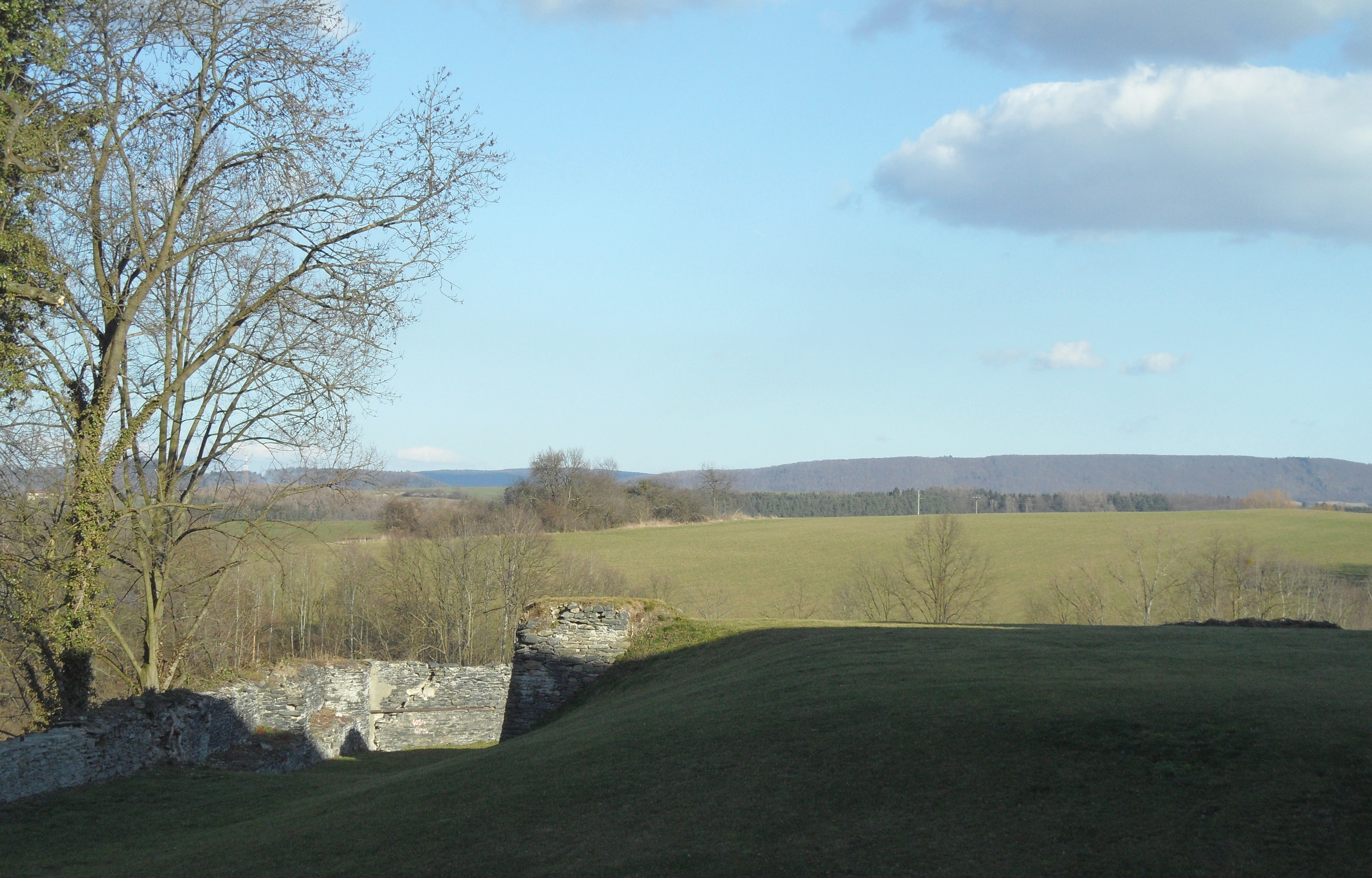
Výhled od zámku východním směrem
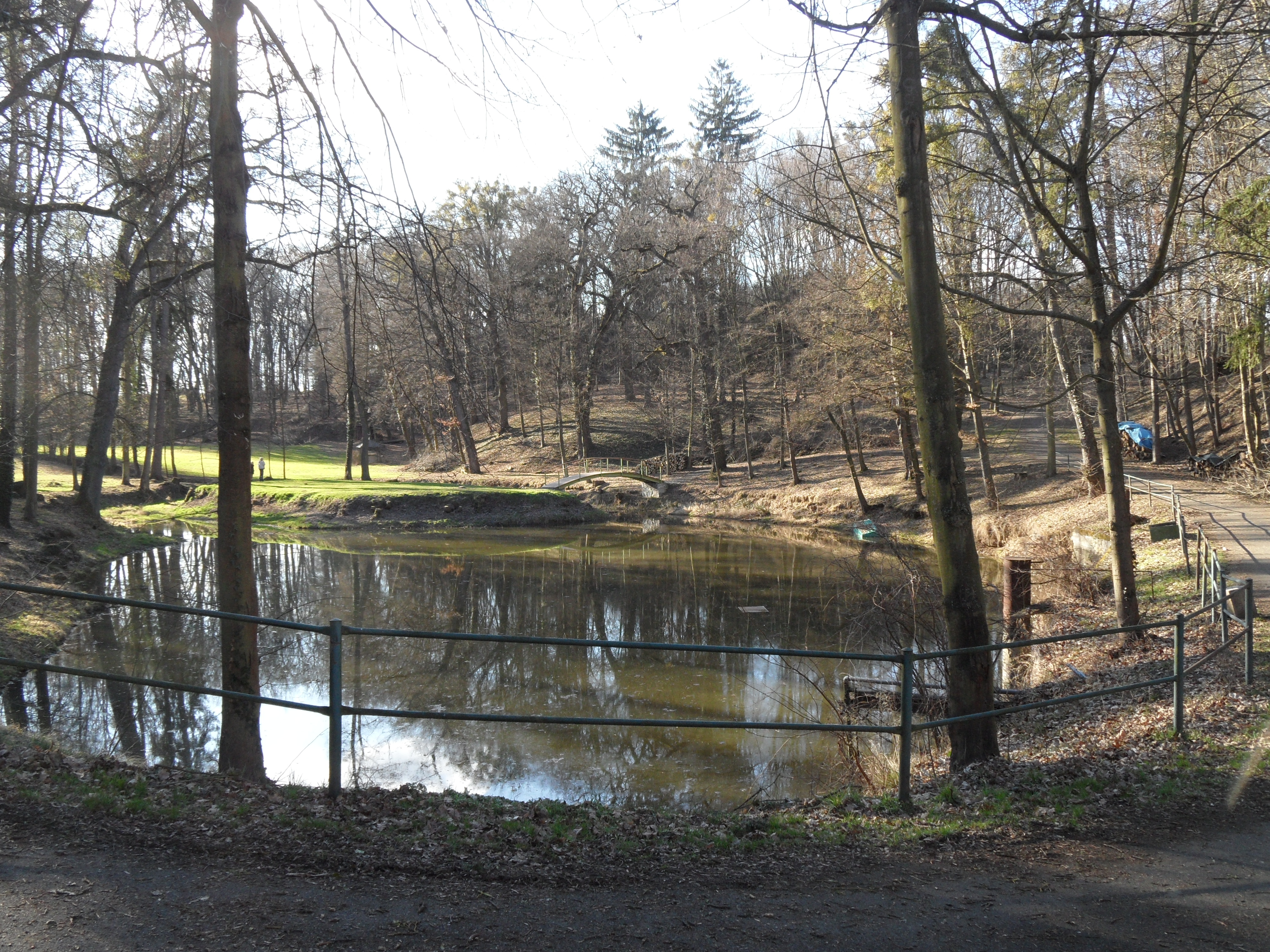
Revitalizovaný přírodně krajinářský park, pohled od zámku
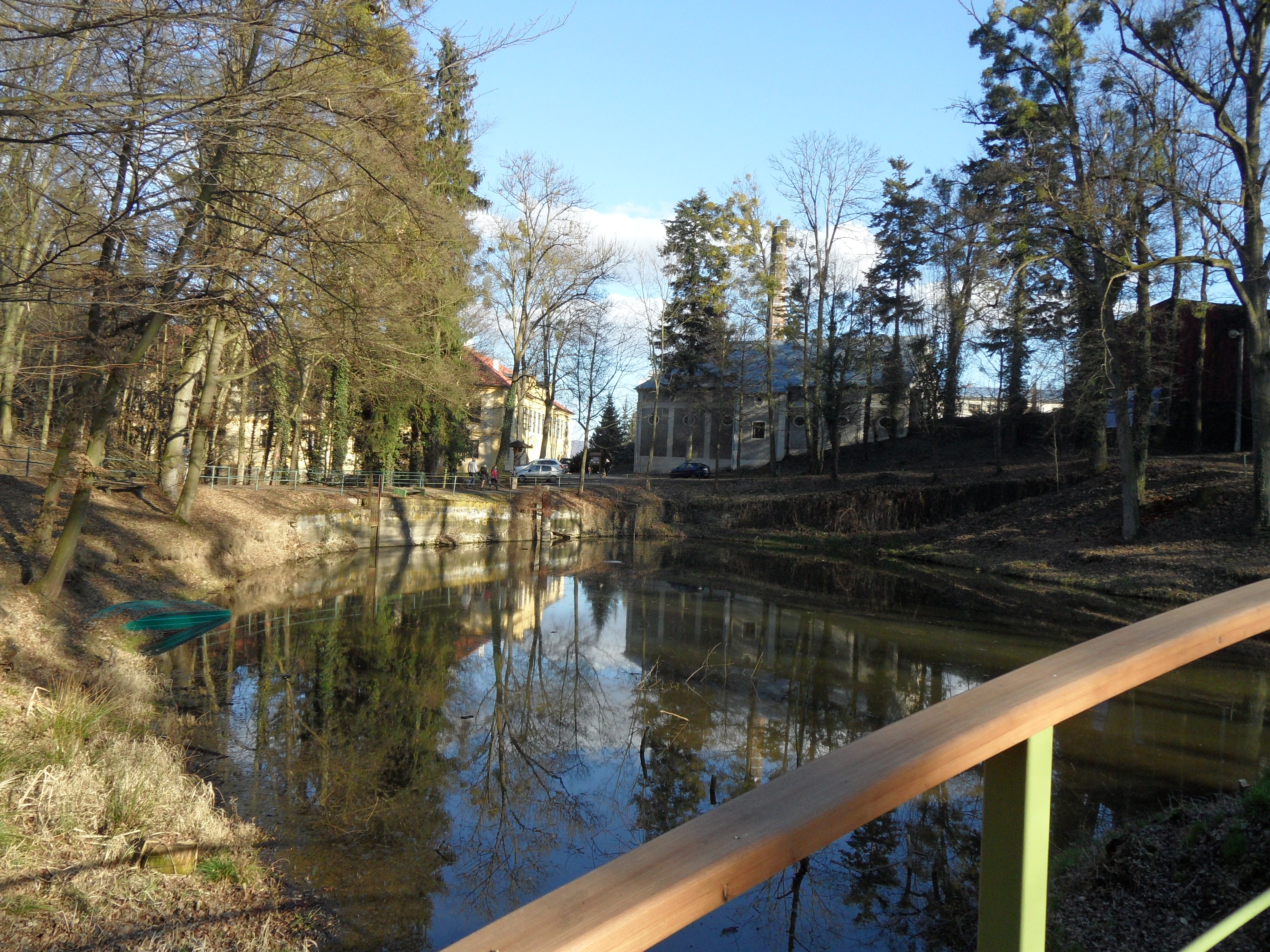
Revitalizovaný přírodně krajinářský park, pohled z můstku
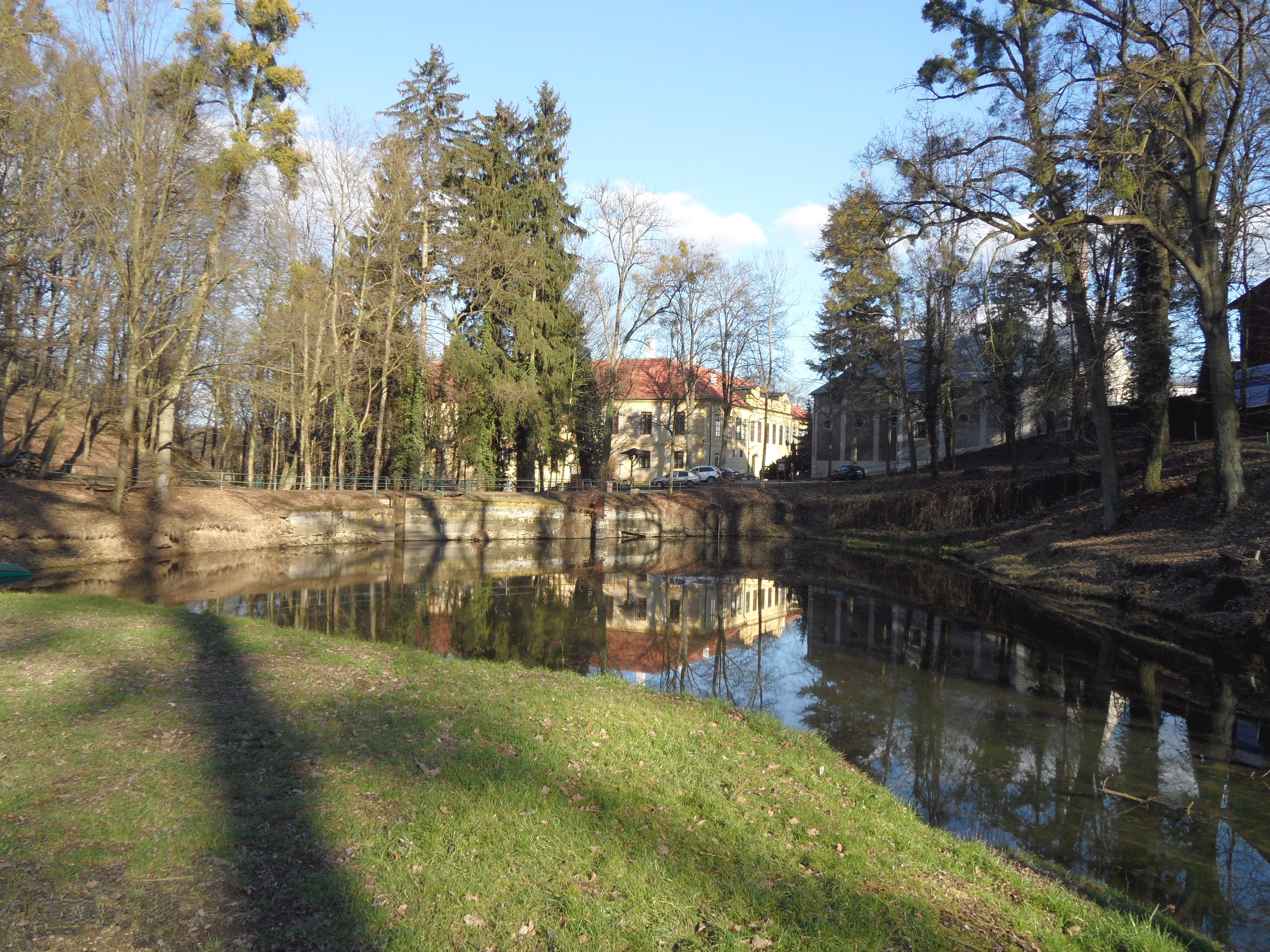
Revitalizovaný přírodně krajinářský park, pohled k zámku
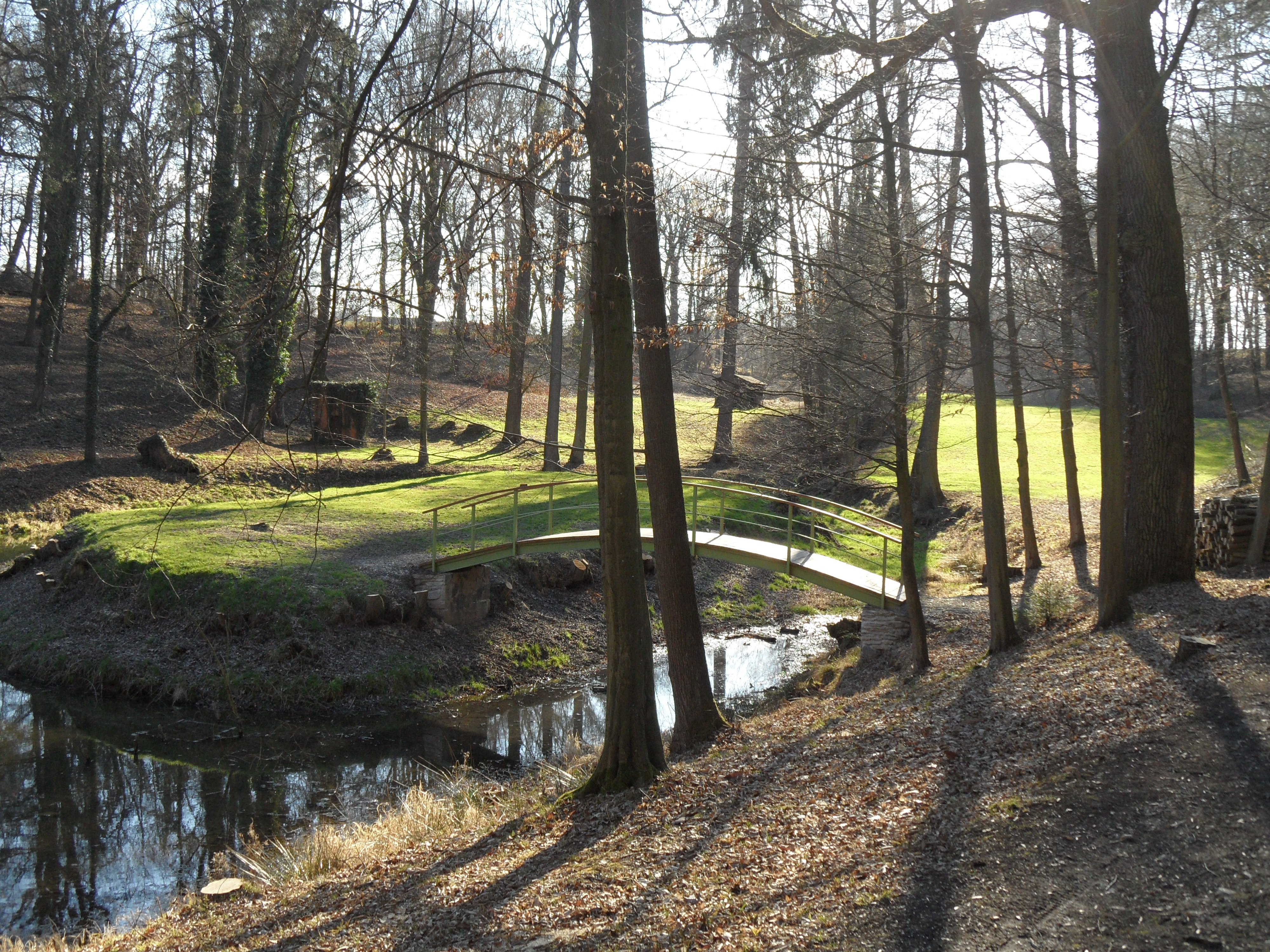
Revitalizovaný přírodně krajinářský park, část okolo můstku